# Terza Categoria 1913-1914
I campionati di Terza Categoria della stagione 1913-1914 furono la settima edizione del campionato di calcio. Il campionato non aveva limiti di età.
Fu disputato e gestito dai Comitati Regionali in modo da evitare eccessive spese di trasporto alle squadre partecipanti.

## Formula
Il campionato, giocato fra i mesi di marzo e maggio per motivi meteorologici (dopo il disgelo dei piccoli campi non cintati), veniva stilato dai Comitati Regionali a seconda del numero delle società iscritte e ripartite in uno o più gironi a seconda delle distanze chilometriche.
La vincitrice di ciascun girone accedeva a un girone finale in cui la prima classificata si aggiudicava il titolo. La competizione non ebbe una finale nazionale.
Il calendario non fu organizzato allo stesso modo da tutti i Comitati Regionali. Per poter arrivare ad un termine comune (la F.I.G.C. non imponeva un termine perentorio e comunque prima dell'arrivo della "canicola" di inizio maggio) si optava spesso per i "gironi di sola andata" perché il girone all'italiana detto all'epoca "a girone doppio" non era applicabile viste le ridotte domeniche utilizzabili.
Alla competizione parteciparono le terze squadre dei club di Prima Categoria, che dal 1912 ebbero la facoltà di iscrivere la seconda squadre nell'apposito campionato riserve (contrassegnate da un III dai giornali sportivi dell'epoca), le seconde squadre dei club di Promozione  (contrassegnate da un II dai giornali sportivi dell'epoca) e le squadre nuove affiliate che non avevano titolo a partecipare ai campionati di categoria superiore.

## Piemonte
Le squadre erano gestite dal Comitato Regionale Piemontese-Ligure (C.R.P.L.) avente sede all'Hotel Fiorina di Torino.

## Liguria
Le squadre erano gestite dal Comitato Regionale Piemontese-Ligure (C.R.P.L.) avente sede all'Hotel Fiorina di Torino.

### Calendario
- 8 marzo:
  - SCAT-Fratellanza Genovese 0-6.
  - Genoa-Fieschi (rinviata).
  - Raffaele Rubattino-Novella Aurora 0-2 tav. (la Rubattino si era presentata in campo con soli sei giocatori perdendo così a tavolino la partita).

## Toscana

### Calendario
- 8 marzo:
  - Firenze-Libertas 4-3.
  - Virtus Firenze-Itala 2-2.
  - Club Sportivo-Virtus Prato 1-2.
  - Ardor-Esperia 2-1.
  - Toscana-Spes 0-0.

## Lazio

### Squadre partecipanti
- Lazio III
- Alba III
- Studenti
- Pro Roma III
- Roman III
- Fortitudo III
- Juventus III

### Calendario
- 8 marzo:
  - Fortitudo-Lazio 1-4.
  - Pro Roma-Juventus Roma 1-4.
  - Alba-Roman 1-1.

## Campania
Il campionato si disputò dal 22 febbraio 1914 al 19 aprile 1914.

### Squadre partecipanti
| Club      | Stagione | Città    | Stadio                 | Stagione precedente |
| --------- | -------- | -------- | ---------------------- | ------------------- |
| Bagnolese | dettagli | Bagnoli  | Campo Ilva             | ...                 |
| Naples    | ...      | Napoli   | Campo del Tiro a Segno | ...                 |
| Puteolana | dettagli | Pozzuoli | Campo Armstrong        | ...                 |
| Vomero    | ...      | Vomero   | ...                    | ...                 |

### Classifica finale
|  | Pos. | Squadra    | Pt | G | V | N | P | GF | GS | DR  |
|  | ---- | ---------- | -- | - | - | - | - | -- | -- | --- |
|  | 1.   | Bagnolese  | 11 | 6 | 5 | 1 | 0 | 12 | 6  | +6  |
|  | 2.   | Vomero     | 7  | 6 | 3 | 1 | 2 | 10 | 6  | +4  |
|  | 3.   | Puteoli SC | 3  | 6 | 1 | 1 | 4 | 5  | 11 | -16 |
|  | 4.   | Naples III | 3  | 6 | 1 | 1 | 4 | 2  | 10 | -8  |

Legenda:
      Bagnolese Campione regionale

### Risultati

#### Tabellone
|           | Bag  | Nap  | Put  | Vom  |
| --------- | ---- | ---- | ---- | ---- |
| Bagnolese | –––– | ?    | 3-0  | ?    |
| Naples    | ?    | –––– | 0-0  | ?    |
| Puteolana | 1-3  | 3-0  | –––– | 1-3  |
| Vomero    | ?    | ?    | 2-0  | –––– |

#### Calendario
| andata (1ª) | andata (1ª) | 1ª giornata        | ritorno (4ª) | ritorno (4ª) |
|             |             |                    |              |              |
| 22 feb.     | 0-0         | Naples III-Puteoli | 0-3          | 19 apr.      |
| 22 feb.     | ?           | Vomero-Bagnolese   | ?            | 29 mar.      |

| andata (2ª) | andata (2ª) | 2ª giornata       | ritorno (5ª) | ritorno (5ª) |
|             |             |                   |              |              |
| 1º mar.     | 3-0         | Bagnolese-Puteoli | 1-3          | 5 apr.       |
| 1º mar.     | ?           | Vomero-Naples III | ?            | 5 apr.       |

| andata (1ª) | andata (1ª) | 1ª giornata        | ritorno (4ª) | ritorno (4ª) |
|             |             |                    |              |              |
| 22 feb.     | 0-0         | Naples III-Puteoli | 0-3          | 19 apr.      |
| 22 feb.     | ?           | Vomero-Bagnolese   | ?            | 29 mar.      |

| andata (2ª) | andata (2ª) | 2ª giornata       | ritorno (5ª) | ritorno (5ª) |
|             |             |                   |              |              |
| 1º mar.     | 3-0         | Bagnolese-Puteoli | 1-3          | 5 apr.       |
| 1º mar.     | ?           | Vomero-Naples III | ?            | 5 apr.       |

| \| andata (3ª) \| andata (3ª) \| 3ª giornata \| ritorno (6ª) \| ritorno (6ª) \| \| \| \| \| \| \| \| 15 mar. \| 0-0 \| Bagnolese-Naples III \| 1-1 \| 12 apr. \| \| 15 mar. \| 1-3 \| Puteoli-Vomero[3] \| 0-2 \| 12 apr. \| |             |                      |              |              |
| andata (3ª) | andata (3ª) | 3ª giornata          | ritorno (6ª) | ritorno (6ª) |
| |             |                      |              |              |
| 15 mar. | 0-0         | Bagnolese-Naples III | 1-1          | 12 apr.      |
| 15 mar. | 1-3         | Puteoli-Vomero       | 0-2          | 12 apr.      |

| andata (3ª) | andata (3ª) | 3ª giornata          | ritorno (6ª) | ritorno (6ª) |
|             |             |                      |              |              |
| 15 mar.     | 0-0         | Bagnolese-Naples III | 1-1          | 12 apr.      |
| 15 mar.     | 1-3         | Puteoli-Vomero       | 0-2          | 12 apr.      |